# Peter G. Kirchschläger
Peter G. Kirchschläger (* 29. März 1977 in Wien) ist ein römisch-katholischer Theologe und Philosoph. Er ist Ordinarius für Theologische Ethik und Leiter des Instituts für Sozialethik ISE an der Universität Luzern. Seine Forschungsschwerpunkte sind die Ethik der «künstlichen Intelligenz» und digitalen Transformation sowie Wirtschafts-, Finanz- und Unternehmensethik, die Ethik der Menschenrechte und Politische Ethik.

## Leben
Peter G. Kirchschläger studierte Theologie und Judaistik in Luzern, in Rom (Pontificia Università Gregoriana) und in Jerusalem und schloss sein Erststudium 2001 mit dem Lizenziat in Theologie an der Universität Luzern ab. Sein Zweitstudium in Philosophie, Religionswissenschaften und Politikwissenschaften vollendete er 2003 mit dem Lizenziat an der Universität Zürich. Von 2000 bis 2008 war er Mitglied der Schweizerischen Studienstiftung. 2002 absolvierte er dank des New Entrepreneurship-Awards der Gebert Rüf Stiftung einen Intensivkurs in Entrepreneurship am Babson College. Von 2004 bis 2008 promovierte er an der Universität Zürich im Rahmen eines eigenen Forschungsprojektes des Schweizerischen Nationalfonds SNF. Von September 2005 bis August 2006 nahm er mit einem Stipendium des Schweizerischen Nationalfonds (SNF), der Schweizerischen Studienstiftung und der Otto-Herz-Studienstiftung einen Forschungsaufenthalt an der Divinity School an der University of Chicago (USA) wahr. Nach der Promotion an der Theologischen Fakultät der Universität Zürich folgte 2012 die Habilitation in Theologischer Ethik mit Schwerpunkt Sozialethik an der Theologischen Fakultät der Universität Fribourg  und die Ernennung zum Privatdozenten. Peter G. Kirchschläger war von 2013 bis 2017 Fellow am Raoul Wallenberg Institute of Human Rights and Humanitarian Law an der Universität Lund (Schweden), 2013 Visiting Scholar an der University of Technology Sydney (Australien) und 2013 bis 2014 Gastprofessor an der Faculty of Theology and Religious Studies an der Katholieke Universiteit Leuven (Belgien). Von 2015 bis 2017 war er Visiting Fellow an der Yale University (USA). Von 2015 bis 2019 war er Gastdozent an der Leuphana Universität Lüneburg (Deutschland). Seit 2014 ist er Research Fellow an der University of the Free State, Bloemfontein (Südafrika) und seit 2017 ist er Ordinarius für Theologische Ethik und Leiter des Instituts für Sozialethik ISE an der Theologischen Fakultät der Universität Luzern. Seit 2023 ist er Gastprofessor an der Professur für Neuroinformatik und Neuronale Systeme der ETH Zürich sowie am ETH AI Center.
Peter G. Kirchschläger ist beratender Experte in ethischen Fragen für nationale und internationale Organisationen und Institutionen (z. B. für die UN, UNESCO, die Organisation für Sicherheit und Zusammenarbeit in Europa OSZE, die Europäische Union EU, den Europarat, diverse Unternehmen und NGO). Er ist Präsident a.i der Eidgenössischen Ethikkommission für die Biotechnologie im Ausserhumanbereich EKAH. Er ist Associate Editor des Journals «AI Perspectives» und Mitglied des Editorial Board of «Asian Horizons». Er ist Gutachter für die Deutsche Forschungsgemeinschaft (DFG), die Österreichische Forschungsförderungsgesellschaft (FFG), für den Irish Research Council (IRC), für die Technology Agency of the Czech Republic (TA CR), den Schweizerischen Nationalfonds (SNF), für das Business and Human Rights Journal, für das Journal «AI and Ethics», für das NEJM AI, für die Zeitschrift für Wirtschafts- und Unternehmensethik zfwu, für die Zeitschrift für Praktische Philosophie (ZfPP) und für De Ethica – A Journal of Philosophical, Theological and Applied Ethics. Er ist Mitglied der Kommission Justitia et Pax der Schweizer Bischofskonferenz und Mitglied einer Arbeitsgruppe des Institute of Electrical and Electronics Engineers (IEEE) zur Erarbeitung eines Standard zur Berücksichtigung von ethischen Fragen bei der Entwicklung von IT-Systemen und Software (2017–2020). Er ist Mitglied der Arbeitsgruppe Mobility 4.0 des Bundesamtes für Strassen (ASTRA). Er war akademischer Direktor der Freedom Flowers Foundation und ist Human Rights Adviser der Non-Profit-Organisation „Musicians for Human Rights“, Mitglied des Beirates der Non-Profit-Organisationen „Wasser für Wasser“ und „Play for Rights“. Außerdem ist er Mitglied des Fördervereins „Luzerner Volksschulen“ und Mitglied des Advisory Board des Think Tanks für Dezentralisierung „Dezentrum“. Peter G. Kirchschläger ist im Stiftungsrat der Stiftung Schweiz der Europäischen Akademie der Wissenschaften und Künste (2020–2022) und Mitglied des wissenschaftlichen Kuratoriums des Europäischen Forum Alpbach.
Von 2003 bis 2015 war Kirchschläger Co-Gründer und Co-Leiter des Internationalen Menschenrechtsforum Luzern. Von 2007 bis 2015 war er Dozent, Co-Gründer und Co-Leiter des Zentrums für Menschenrechtsbildung  der Pädagogischen Hochschule Luzern. Seit 2004 hat er Lehraufträge und hält Gastvorlesungen an verschiedenen Universitäten und Hochschulen in der Schweiz und im Ausland (u. a. Harvard University, Columbia University, University of Oxford,…). Von 2011 bis 2015 war er Lehrstuhlvertreter an der Theologischen Hochschule Chur, wo er auch von 2013 bis 2015 Forschungsdekan war. Von 2011 bis 2015 war er Mitglied des Direktoriums des Schweizerischen Kompetenzzentrums für Menschenrechte. 2011 bis 2017 amtierte er als Mitglied der Jury des Schweizerischen Ethikpreises. Seit 2017 ist er Gründer und Leiter der „Lucerne Summer University: Ethics in a Global Context LSUE“ unter dem Patronat der UNESCO. Seit 2018 ist er Gründer und Leiter der „Lucerne Graduate School in Ethics“. Seit 2023 ist er Gründer und Studienleiter des Masterstudiums «Ethik» an der Universität Luzern.
Peter G. Kirchschläger war Gast in TV-Sendungen wie u. a. BBC News, ZDF, ORF, SRF, und RSI (Radio e Televisione della Svizzera Italiana) und Radiosendungen wie u. a. Ö1, SRF 1, SRF 2, SRF 3, Radio 1 und Interviewpartner oder Inhalt der Berichterstattung von Zeitungen wie u. a. «Tagesspiegel», «Der Standard», «Die Presse», «Die Furche», «Tagesanzeiger» und «Neue Zürcher Zeitung».

## Werke (Auswahl)

### Monografien
- 2010: Nur ich bin die Wahrheit. Der Absolutheitsanspruch des johanneischen Christus und das Gespräch zwischen den Religionen (Herders biblische Studien. Band 63). Herder, Freiburg im Breisgau.
- 2013: Wie können Menschenrechte begründet werden? Ein für religiöse und säkulare Menschenrechtskonzeptionen anschlussfähiger Ansatz (ReligionsRecht im Dialog. Band 15). LIT-Verlag, Münster.[7]
- 2016: Menschenrechte und Religionen. Nichtstaatliche Akteure und ihr Verhältnis zu den Menschenrechten (Gesellschaft – Ethik – Religion. Band 7). Schöningh, Paderborn.[8]
- 2017: Mass-Losigkeit und andere ethische Prinzipien des Neuen Testaments (BiTS. Band 31). Edition Peeters, Leuven 2017.[9]
- 2017: Mit Thomas Kirchschläger und Karl-Peter Fritzsche: Grundlagen der Menschenrechtsbildung. Theoretische Überlegungen und Praxisorientierungen. Wochenschau Verlag, Schwalbach 2017.[10]
- 2021: Digital Transformation and Ethics: Ethical Considerations on the Robotization and Automatization of Society and Economy and the Use of Artificial Intelligence. Nomos, Deutschland.[11]
- 2023: Ethisches Entscheiden (Studienkurs Ethik). Nomos, Deutschland.[12]
- 2024: Digitale Transformation und Ethik. Ethische Überlegungen zur Robotisierung und Automatisierung von Gesellschaft und Wirtschaft und zum Einsatz von «Künstlicher Intelligenz» (Ethik. Band 1). Nomos, Deutschland.[13]

### Herausgeberschaft eines Sammelbandes
- 2003: Peter G. Kirchschläger, Andréa Belliger & David J. Krieger (Hrsg.): Stammzellenforschung (Science & Society) (Bd. 1). Zürich: Seismo-Verlag.
- 2004: Peter G. Kirchschläger & Thomas Kirchschläger et al. (Hrsg.): Menschenrechte und Terrorismus (Internationales Menschenrechtsforum Luzern (IHRF)) (Bd. 1). Bern: Stämpfli Verlag.
- 2005: Peter G. Kirchschläger & Thomas Kirchschläger et al. (Hrsg.): Menschenrechte und Wirtschaft im Spannungsfeld zwischen State und Nonstate Actors     (Internationales Menschenrechtsforum Luzern (IHRF)) (Bd. 2). Bern: Stämpfli Verlag.
- 2005: Peter G. Kirchschläger, Andréa Belliger & David J. Krieger (Hrsg.): Forschung am Menschen (Science & Society) (Bd. 2). Zürich: Seismo-Verlag.
- 2006: Peter G. Kirchschläger & Thomas Kirchschläger et al. (Hrsg.): Menschenrechte und Bildung (Internationales Menschenrechtsforum Luzern (IHRF)) (Bd. 3). Bern: Stämpfli Verlag.
- 2007: Carol Bellamy, Peter G. Kirchschläger, Thomas Kirchschläger & Jean Zermatten (Hrsg.): Realizing the Rights of the Child (Swiss Human Rights Book) (Bd. 2). Zürich: Rüffer     & Rub.
- 2007: Peter G. Kirchschläger & Thomas Kirchschläger (Hrsg.): Menschenrechte und Kinder (Internationales Menschenrechtsforum Luzern (IHRF)) (Bd. 4). Bern: Stämpfli Verlag.
- 2008: Peter G. Kirchschläger & Thomas Kirchschläger (Hrsg.): Menschenrechte und Umwelt (Internationales Menschenrechtsforum Luzern (IHRF)) (Bd. 5). Bern: Stämpfli Verlag.
- 2009: Peter G. Kirchschläger & Thomas Kirchschläger (Hrsg.): Menschenrechte und Religionen (Internationales Menschenrechtsforum Luzern (IHRF)) (Bd. 6). Bern: Stämpfli Verlag.
- 2010: Peter G. Kirchschläger & Thomas Kirchschläger (Hrsg.): Menschenrechte und Digitalisierung des Alltags (Internationales Menschenrechtsforum Luzern (IHRF)) (Bd. 7). Bern: Stämpfli Verlag.
- 2011: Peter G. Kirchschläger & Thomas Kirchschläger (Hrsg.): Menschenrechte und Migration (Internationales Menschenrechtsforum Luzern (IHRF)) (Bd. 7). Bern: Stämpfli Verlag.
- 2017: Ingeborg Gabriel, Peter G. Kirchschläger & Richard Sturn (Hrsg.): Eine Wirtschaft, die Leben fördert. Wirtschafts- und unternehmensethische Reflexionen im Anschluss an Papst Franziskus. Ostfildern: Patmos.
- 2017: Peter G. Kirchschläger (Hrsg.): Die Verantwortung von nichtstaatlichen Akteuren gegenüber den Menschenrechten (Religionsrechtliche Studien) (Bd. 4). Zürich: TVZ Theologischer Verlag Zürich.
- 2020: Irene Klissenbauer, Franz Gassner, Petra Steinmair-Pösel & Peter G. Kirchschläger (Hrsg.): Menschenrechte und Gerechtigkeit als bleibende Aufgaben: Beiträge aus Religion, Theologie, Ethik, Recht und Wirtschaft. Festschrift für Ingeborg Gabriel. Göttingen: Vandenhoeck & Ruprecht Verlage.
- 2021: Gotlind Ulshöfer, Peter G. Kirchschläger, Markus Huppenbauer (Hrsg.): Digitalisierung aus theologischer und ethischer Perspektive. Konzeptionen – Anfragen – Impulse. Baden-Baden: Nomos.
- 2022: Julian Fifer, Angela Impey, Peter G. Kirchschläger, Manfred Nowak, Georg Ulrich (Hrsg.): The Routledge Companion to Music and Human Rights. London: Routledge.
- 2023: Peter G. Kirchschläger (Hrsg.): Menschenrechte: Aktuelle philosophische und ethische Fragestellungen (Religionsrechtliche Studien) (Bd. 6). Zürich: TVZ Theologischer Verlag Zürich.
- 2024: Eidgenössische Ethikkommission für die Biotechnologie im Ausserhumanbereich EKAH, Ariane Willemsen, Peter G. Kirchschläger (Hrsg.): Ethik im Ausserhumanbereich: Beiträge zum aktuellen Diskurs (Beiträge zur Ethik und Biotechnologie) (Bd. 17). Bern: Bundesamt für Bauten und Logistik BBL.